# Jillian Saulnier
Jillian Salunier, dite Jill Saulnier (née le 7 mars 1992 à Halifax, dans la province de la Nouvelle-Écosse) est une joueuse canadienne de hockey sur glace. Elle évolue au poste d'attaquante dans la ligue élite féminine professionnelle. Elle a remporté une médaille d'argent aux Jeux olympiques de Pyeongchang en 2018 et une médailles d'or aux Jeux de Pékin en 2022. Elle a également représenté le Canada dans quatre championnats du monde, remportant deux médailles d'argent, une médaille de bronze et une médaille d'or.
Elle remporte la Coupe Clarkson avec l'Inferno de Calgary en 2016.

## Biographie
Saulnier démarre le hockey à l'âge de cinq ans, s'entraînant avec son frère dans la patinoire que leur père monte dans le jardin .

### En club
Jill Saulnier joue avec le Big Red de Cornell au cours de sa carrière universitaire, sa première saison étant en 2011-2012. Elle est nommée meilleure recrue de la Ivy League et de la division ECAC du championnat NCAA. Au cours de ses quatre années universitaires, Saulnier reçoit différentes récompenses et fait partie des trois finalistes pour l'obtention du Trophée Patty-Kazmaier en 2014 .
Au cours de sa dernière saison 2014-2015, elle est repêchée par l'Inferno de Calgary à la 14e position dans la ligue canadienne de hockey féminin. Dès sa première saison en LCHF, elle fait partie de l'effectif qui remporte la Coupe Clarkson en 2016. Elle y joue trois ans avant d'être échangée avec Geneviève Lacasse aux Canadiennes de Montréal . Elle est sélectionnée pour le match des étoiles de la LCHF en 2016 puis en 2017, réalisant le premier coup du chapeau à un tel événement dans l'histoire de la ligue .
Après la fermeture de la LCHF, elle joue des matchs en 2020 et 2021 avec la Professional Women's Hockey Players Association (PWHPA), organisation ayant pour but de former une ligue professionnelle féminine mais dont la progression a été ralentie par la pandémie de Covid-19 .

### Carrière internationale
Lors des Jeux olympiques 2018, Saulnier se déchire un ligament en finale mais continuer à jouer et participer à la finale, remportant une médaille d'argent .

### Vie personnelle
A l'occasion des Jeux olympiques de Pékin, Saulnier confirme s’identifier en tant que LGBTQ au journal Outsports .

## Statistiques

### En club
| Saison      | Équipe                  | Ligue       |     | Saison régulière | Saison régulière | Saison régulière | Saison régulière | Saison régulière |   | Séries éliminatoires | Séries éliminatoires | Séries éliminatoires | Séries éliminatoires | Séries éliminatoires |
| Saison      | Équipe                  | Ligue       | PJ  | B                | A                | Pts              | Pun              | PJ               | B | A                    | Pts                  | Pun                  |                      |                      |
| 2011-2012   | Big Red de Cornell      | NCAA        | 33  | 10               | 22               | 32               | 38               | -                | - | -                    | -                    | -                    |                      |                      |
| 2012-2013   | Big Red de Cornell      | NCAA        | 34  | 7                | 20               | 27               | 30               | -                | - | -                    | -                    | -                    |                      |                      |
| 2013-2014   | Big Red de Cornell      | NCAA        | 34  | 7                | 20               | 27               | 30               | -                | - | -                    | -                    | -                    |                      |                      |
| 2014-2015   | Big Red de Cornell      | NCAA        | 34  | 7                | 20               | 27               | 30               | -                | - | -                    | -                    | -                    |                      |                      |
| 2015-2016   | Inferno de Calgary      | LCHF        | 22  | 2                | 17               | 19               | 10               | 3                | 2 | 1                    | 3                    | 0                    |                      |                      |
| 2016-2017   | Inferno de Calgary      | LCHF        | 22  | 3                | 4                | 7                | 4                | -                | - | -                    | -                    | -                    |                      |                      |
| 2017-2018   | Canada                  | AMHL        | 17  | 2                | 2                | 4                | 4                | -                | - | -                    | -                    | -                    |                      |                      |
| 2018-2019   | Canadiennes de Montréal | LCHF        | 28  | 2                | 14               | 16               | 16               | 4                | 1 | 3                    | 4                    | 4                    |                      |                      |
| Totaux NCAA | Totaux NCAA             | Totaux NCAA | 125 | 80               | 115              | 195              | 126              |                  |   |                      |                      |                      |                      |                      |
| Totaux LCHF | Totaux LCHF             | Totaux LCHF | 62  | 35               | 34               | 69               | 40               | 7                | 2 | 7                    | 9                    | 6                    |                      |                      |

### En équipe nationale
| Année | Équipe          | Compétition                   |   | PJ | B | A  | Pts | Pun | +/-                |  | Résultat |
| 2009  | Canada - 18 ans | Championnat du monde - 18 ans | 5 | 0  | 3 | 3  | 4   | +7  | Médaille d'argent  |  |          |
| 2010  | Canada - 18 ans | Championnat du monde - 18 ans | 5 | 4  | 6 | 10 | 2   | +9  | Médaille d'or      |  |          |
| 2015  | Canada          | Championnat du monde          | 5 | 0  | 1 | 1  | 0   | 0   | Médaille d'argent  |  |          |
| 2016  | Canada          | Championnat du monde          | 5 | 1  | 2 | 3  | 4   | +3  | Médaille d'argent  |  |          |
| 2018  | Canada          | Jeux olympiques               | 5 | 1  | 1 | 2  | 0   | +2  | Médaille d'argent  |  |          |
| 2019  | Canada          | Championnat du monde          | 7 | 0  | 1 | 1  | 6   | +3  | Médaille de bronze |  |          |
| 2021  | Canada          | Championnat du monde          | 7 | 0  | 0 | 0  | 4   | -1  | Médaille d'or      |  |          |
| 2022  | Canada          | Jeux olympiques               | 7 | 0  | 2 | 2  | 0   | +6  | Médaille d'or      |  |          |